# Octeto de cuerda (Mendelssohn)

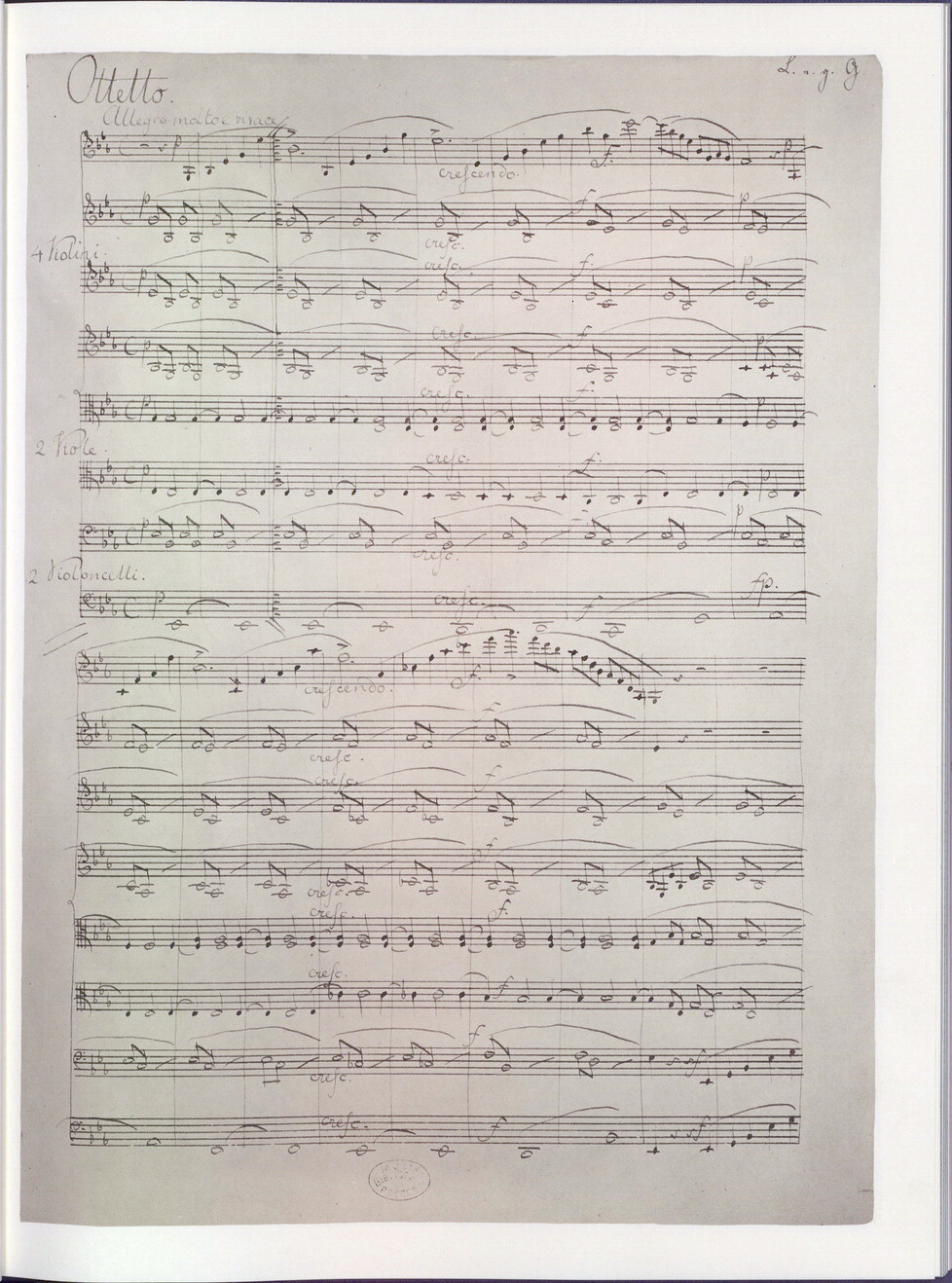
Partitura

El Octeto de cuerda en mi bemol mayor, op. 20, fue escrito por Felix Mendelssohn a los 16 años, durante el otoño de 1825 y completado el 15 de octubre de ese año. Escrita para dos cuartetos de cuerdas, es decir cuatro violines, dos violas y dos violonchelos, esta obra creó un nuevo género de música de cámara. Conrad Wilson resume gran parte de su recepción desde entonces: "Su entusiasmo juvenil, su brillantez y su perfección la convierten en uno de los milagros de la música del siglo XIX". Esta fue una de las primeras obras de Mendelssohn que fue muy bien recibida por la audiencia.

## Trasfondo
Mendelssohn escribió su octeto y regaló una partitura firmada a su amigo y profesor de violín Eduard Rietz como regalo de cumpleaños. Rietz copió las partes de la partitura para usarlas en el estreno. El octeto de cuerda era un género de música de cámara novedoso en ese momento, siendo el cuarteto de cuerda el género de música de cámara más conocido. El octeto gana rápidamente popularidad entre otros compositores.
Cuando Mendelssohn compuso su octeto, era un género bastante nuevo, y es posible que se haya inspirado en el Doble Cuarteto en re menor, op. 65 de Louis Spohr. Pero el doble cuarteto de Spohr fue escrito para que los dos cuartetos tocaran separados uno del otro. El octeto de Mendelssohn sin embargo está planteado para un conjunto indiviso. En la partitura, Mendelssohn escribió que la pieza debería "ser tocada por todos los instrumentos al estilo de una sinfonía".

## Estructura

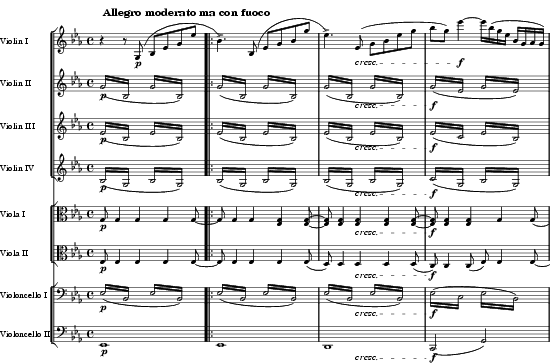
El inicio del Octeto, op. 20

La obra consta de cuatro movimientos:
1. Allegro moderato ma con fuoco (mi bemol mayor)
2. Andante (do menor)
3. Scherzo: Allegro leggierissimo (sol menor)
4. Presto (mi bemol mayor)

Una interpretación típica de la obra dura unos 30 minutos, de los cuales el primer movimiento suele comprender aproximadamente la mitad.
Se cree que el scherzo, compuesto más tarde para orquesta como reemplazo del minueto de la Primera Sinfonía del compositor en la partitura de su estreno, se inspiró en la sección del Fausto de Goethe titulada "El sueño de una noche de Walpurgis".  Fragmentos de este movimiento se repiten en el movimiento final, como precursor de la técnica "cíclica" empleada por los compositores de finales del siglo XIX. Toda la obra también se destaca por su uso extendido del contrapunto, con el final, en particular, comenzando con un fugato de ocho partes. En esta sección, Mendelssohn cita la melodía de "Y él reinará por los siglos de los siglos" del "Coro del Aleluya" del Mesías de Handel.

## Instrumentación
La partitura original es para un cuarteto de doble cuerda con cuatro violines y parejas de violas y violonchelos. Mendelssohn indicó en la partitura publicada: "Este octeto debe ser interpretado por todos los instrumentos en estilo orquestal sinfónico. Los pianos y los fuertes deben observarse estrictamente y enfatizarse más de lo habitual en piezas de este carácter." 
A veces, la pieza se toca con orquesta de cuerda utilizando más intérpretes para cada parte, así como una parte de contrabajo adicional que generalmente (pero no siempre) duplica la segunda parte del violonchelo pero una octava más bajo. Arturo Toscanini creó una versión de este tipo para una actuación con la Orquesta Sinfónica de la NBC en 1947. En 2009, el director Yoon Jae Lee hizo una transcripción del primer, segundo y último movimiento para orquesta completa.
El compositor también transcribió la pieza para dúo de piano con violín y violonchelo ad. lib. y orquestó el tercer movimiento (con modificaciones) como tercer movimiento alternativo a su Sinfonía n.° 1 en do menor.